# Platyroptilon ramicornis
Platyroptilon ramicornis är en tvåvingeart som beskrevs av Günther Enderlein 1910. Platyroptilon ramicornis ingår i släktet Platyroptilon och familjen platthornsmyggor. Inga underarter finns listade i Catalogue of Life.